# District hospitalier de Satakunta
Le District hospitalier de Satakunta (finnois : Satakunnan sairaanhoitopiiri) est un district hospitalier de la région de Satakunta.

## Présentation

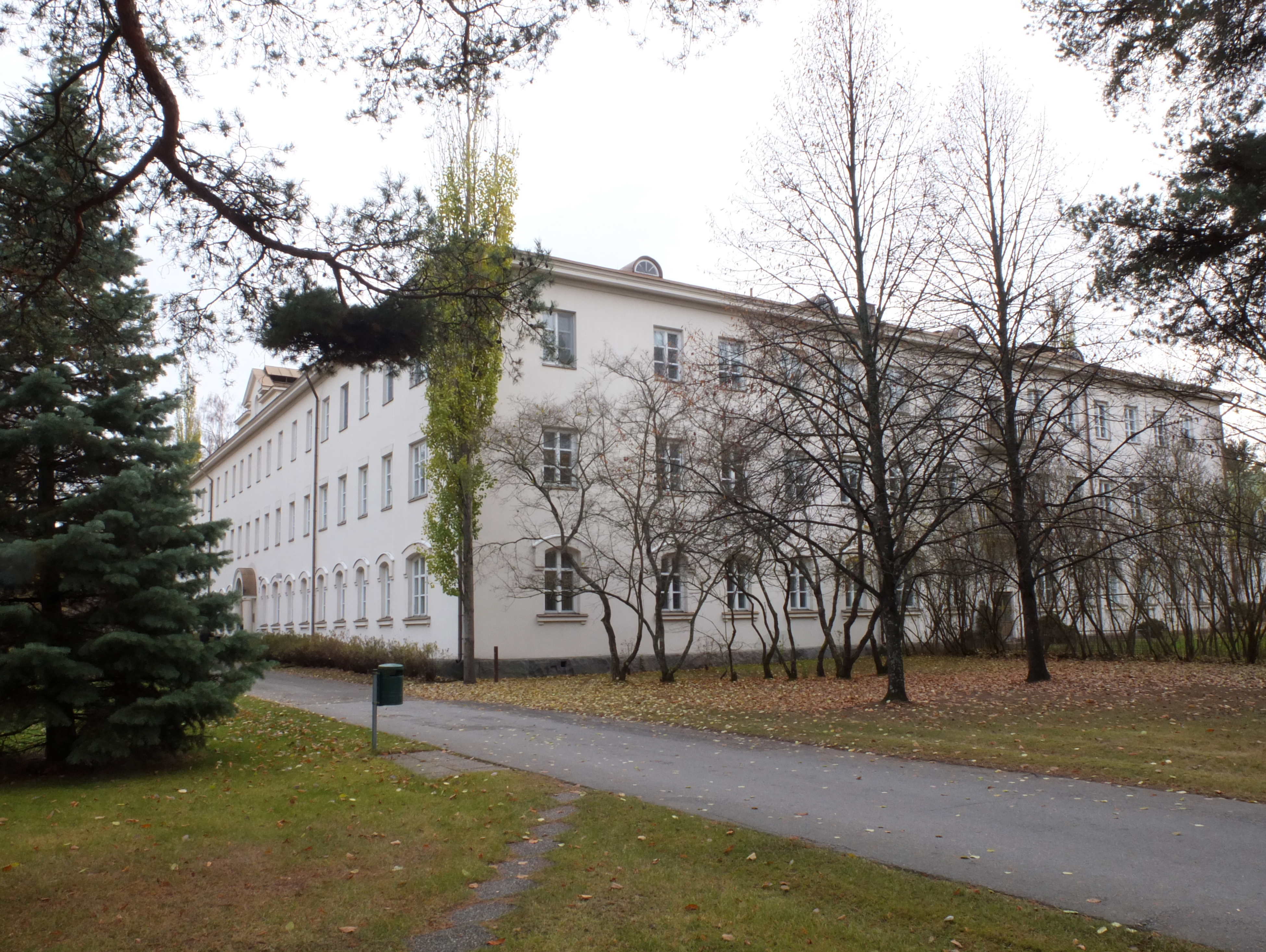
Hôpital de Harjavalta.

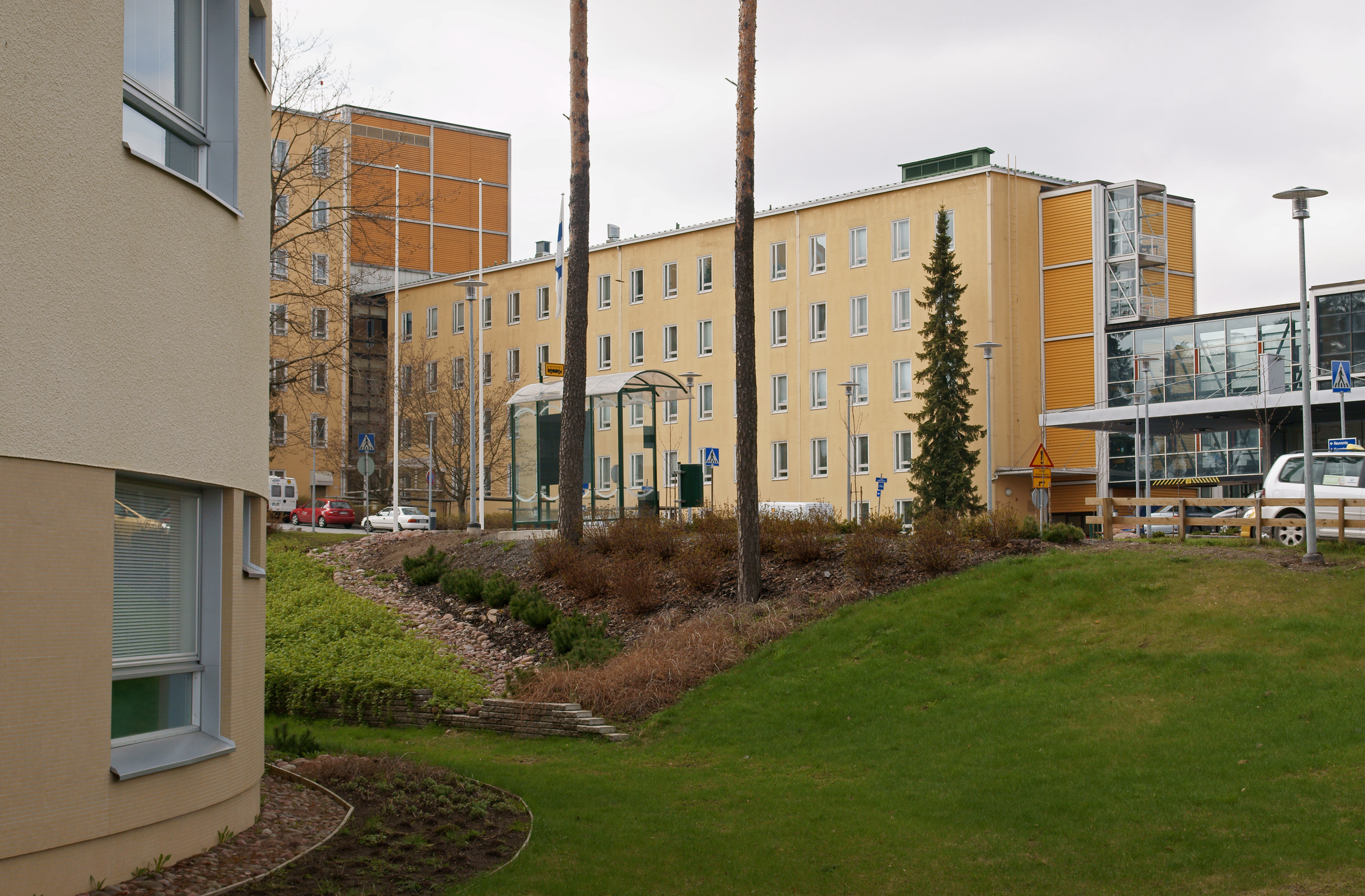
Hôpital central de Satakunta.

Le district hospitalier de Satakunta offre ses services de santé à environ 226 000 habitants. Le district emploie près de 3800 professionnels de santé. 

## Municipalités membres
La liste des municipalités membres de Satakunta est:
- Eura
- Eurajoki
- Harjavalta
- Honkajoki
- Huittinen
- Jämijärvi
- Kankaanpää
- Karvia
- Kokemäki
- Merikarvia
- Nakkila
- Pomarkku
- Pori
- Rauma
- Siikainen
- Säkylä
- Ulvila

## Hôpitaux
Les établissements hospitaliers sont:
- Hôpital central de Satakunta (Pori)
- Hôpital de Rauma (Rauma)
- Hôpital de Harjavalta (Harjavalta)
- Hôpital de Satalinna (Harjavalta)